# Автобиография йога
«Автобиография йога» (англ. Autobiography of a Yogi) — автобиографическое литературное произведение, написанное йогином Парамаханса Йоганандой (5 января 1893 — 7 марта 1952) в 1946 году.
Именно эта книга впервые познакомила многих жителей Запада с такими явлениями, как медитация и йога. «Обществом самореализации», которое является официальным издателем данной книги, были осуществлёны переводы «Автобиографии йога» на 28 языков, включая русский.
Впоследствии от имени данного общества в предисловии к изданию «Автобиографии йога» 1983 года (англ.) было сделано следующее заявление:
«Спустя годы тысячи читателей превратились в миллионы, а всеобщая неугасающая привлекательность „Автобиографии йога“ становится всё более и более очевидной. Эта книга продолжает появляться в списках духовных бестселлеров, книг-вдохновителей 60 лет спустя с того момента, когда она была издана впервые — это редкий феномен!»

## Общие сведения
В данной книге описываются поиски гуру Йогананды, а также его встречи с ведущими духовными фигурами, такими как Тереза Ньюмен, индуистская святая Шри Анандамойи Ма, Мохандас Карамчанд Ганди, Рабиндранат Тагор, получивший Нобелевскую премию физик Сэр Ч. В. Раман, знаменитый американский ботаник Лютер Бёрбанк, которому, собственно, и посвящена эта книга.
Предисловие написано известным британским антропологом и востоковедом, доктором Уолтером Эвансом-Венцем (1878—1965), автором  таких работ, как «Тибетская Книга мёртвых» (анализ и перевод), «Великий тибетский йог Миларепа» и др. Ниже приведён фрагмент предисловия:
«Являясь повествованием человека, своими глазами запечатлевшего незаурядный образ жизни и могущество современных индуистских святых, этот литературный труд имеет важное значение как для тех, кто читает его в наши дни, так и для читателей последующих поколений. Пусть всякий, кто возьмёт эту книгу в свои руки, воздаст должное почтение и благодарность её блестящему автору, повстречаться и пообщаться с которым я имел удовольствие как в Индии, так и в Америке. Его автобиография является одним из самых необычных литературных произведений среди тех, что были опубликованы на Западе. Она очень точно передаёт глубины духовного богатства Индии, ума и сердца индуизма.»
К изданию в честь пятидесятилетнего юбилея «Автобиографии йога», доктор Роберт Мюллер, бывший помощник Генерального секретаря и канцлер ООН, дополнил предисловие к книге. Ниже приведён отрывок высказанных им мыслей:
По случаю пятидесятилетнего юбилея книги Парамахансы Йогананды „Автобиография йога“, я присоединяюсь к миллионам её читателей во всех уголках мира, празднуя вечное триумфальное послание этого, ставшего классикой, высоконравственного литературного произведения. С каждой страницы, из каждого случая, записанного этим великим духовным учителем, из тех возвышенных мыслей и опыта, который он разделил с нами, каждый человек неизбежно приходит к заключению, что среди всех измерений жизни именно духовное измерение является наивысшим, наиглубочайшим, всеобъемлющим и всеобъединяющим измерением. Эта книга — настоящий посланник света, прославляющий вечные идеалы, которые всегда были нашим надёжным путеводителем по жизненному пути.»
«Автобиография йога» — самая популярная книга Йогананды. В 1999 г. группой специалистов-теологов и духовных светил, собранных издательской компанией «HarperCollins» («Харпер-Коллинз»), она была признана одной из «ста наиболее важных книг духовной тематики XX века».
Йогананде удалось повстречаться с большим количеством величайших мудрецов Индии двадцатого века. Книга «Межда: семья и ранняя жизнь Парамаханса Йогананды», написанная его младшим братом Санандой Лал Гхошем, проливает свет на глубину духовных достижений Йогананды до того, как он окончил среднюю школу и начал обучаться у своего гуру, Шри Юктешвара. Йогананда повествует о своём духовном опыте и встречах с индийскими святыми, которые начались, когда он был совсем ещё мальчиком.
Будучи авторитетным руководством по духовным основам йоги (а не просто одним из справочников по позам хатха-йоги, столь известных сегодня на Западе), данная книга является не столько хроникой, освещающей жизнь Йогананды год за годом, сколько исследованием медитации и йоги, а также описанием святых, которые оказали серьёзное влияние на жизнь Парамахансаджи.
На протяжении всей «Автобиографии йога» освещается история о встрече и взаимоотношениях Йогананды и его гуру Шри Юктешвара, равно как и важность отношений учителя-ученика в целом. Глава «Годы в доме учителя» является самой длинной в книге. То, что Йогананда придавал этим отношениям большое значение видно уже из первого абзаца его автобиографии:
Испокон веков характерными чертами индийской культуры были поиски конечных истин и сопутствующие этому взаимоотношения между учеником и гуру. Мой собственный путь привёл меня к Христоподобному святому, чья жизнь является памятником на века. Он был одним из великих учителей, составляющих истинное богатство Индии. Являясь в каждом поколении, они служили своей стране надёжной защитой от участи Вавилона и Египта.

## Подробное описание

### Духовное путешествие начинается в детстве

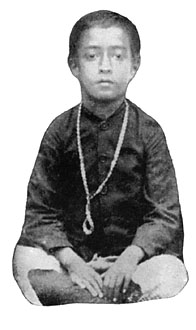
Йогананда в 6-летнем возрасте, из «Автобиографии йога»

Йогананда открыто пишет о своём зародившемся в самом детстве сильном желании узнать о том, что лежит по ту сторону жизни и смерти. Будучи ребёнком, он спрашивал, «Что скрывается за тьмой закрытых глаз?» Когда ему было всего 11 лет, его мать, к которой он был сильно привязан, умерла. Это значительно усилило его попытки отыскать Бога. Йогананда говорил, что он любил мать «как своего самого дорогого друга на земле»: «Её милосердные чёрные глаза были моим убежищем в моменты трагических событий детства.» Позднее Йогананда утверждал, что Бог, представая перед ним в образе Божественной Матери, сказал ему: «Это я наблюдала за тобой жизнь за жизнью, сквозь нежность многих матерей. Увидь в Моём взгляде чёрные глаза, утраченные красивые глаза, которые ты так рьяно искал!»
Будучи ещё учеником средней школы, Йогананда вместе с тремя друзьями попытался сбежать из дома и отыскать среди гималайских гор своего долгожданного гуру. Но лишь после окончания средней школы, которую Парамахансаджи пообещал закончить своему отцу, Йогананда встретил Свами Шри Юктешвара Гири.

### Духовная линия
Лахири Махасая был духовным учителем родителей Йогананды, а также учителем Шри Юктешвара, гуру Йогананды. В возрасте восьми лет Йогананда был мгновенно излечен от холеры после того, как его мать настояла на том, чтобы он обратился с молитвой к Лахири Махасая. Начиная с тридцать первой главы автобиографии, Йогананда потратил пять глав на то, чтобы рассказать о жизни Лахири Махасая и его гуру, Махаватара Бабаджи. Опираясь на истории и биографические факты, собранные у разных учеников Лахири Махасая (в том числе у его жены) в ходе путешествия обратно в Индию в 1935 г., а также при помощи своих собственных свидетельств, Йогананда отдаёт должное трём личностям и утверждает, что их влияние на него неотделимо от его собственной жизни и исповедуемого им учения: Махаватару Бабаджи, его главному ученику Лахири Махасая и Шри Юктешвару, гуру Йогананды.

### Отношения «учитель-ученик»

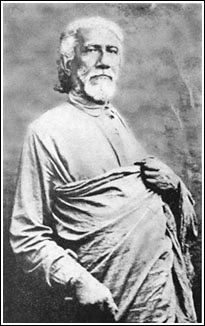
Шри Юктешвар, из книги «Автобиография йога»

Длительные поиски гуру закончились для Йогананды, когда он встретил Шри Юктешвара. Несмотря на то, что Йогананда приводит в своей книге описания большого количества святых и чудотворцев, его отношения с Шри Юктешваром были уникальны по своей сути. Йогананда провёл несколько лет вместе с Шри Юктешваром, подготавливаясь к осуществлению своей главной миссии — распространению учения йоги на Западе. Мудрость Шри Юктешвара и многие из тех духовных уроков, которые Йогананда получил у стоп своего гуру, описаны в главе «Годы в доме учителя». Гуру также даровал Парамахансаджи опыт самадхи, являющегося основной целью йоги, что запечатлено в главе «Опыт космического сознания».
Йогананда объясняет значимость своих отношений с Шри Юктешваром и вечных узах, связывающих гуру и ученика:
Я молча кинулся обратно, и в мгновение ока достиг той же самой узкой улочки, обнаружив спокойную фигуру, степенно смотрящую в мою сторону. Несколько быстрых шагов — и я у его стоп.
«Гурудев!» Этот божественный лик был именно тем, который я созерцал в тысячах видений. Эти безмятежные глаза, львиная голова с остроконечной бородкой и волнистыми волосами проглядывали сквозь тьму ночных мечтаний, неся не вполне понятное обещание.
«О мой родной, ты пришёл ко мне!» — вновь и вновь повторял он на бенгали, голос его дрожал от счастья. «Как много лет я ждал тебя!»
Мы слились в молчании, слова казались излишними. Красноречие беззвучной песней текло от сердца учителя к сердцу ученика. Безошибочная интуиция говорила, что гуру знает Бога и поведёт меня к Нему. Всё туманное в этой жизни рассеялось в хрупкой заре воспоминаний прежней жизни. Волнующий момент! В нём слились сцены прошлого, настоящего и будущего, поочерёдно сменяющие друг друга. Не первое солнце заставало меня у этих святых стоп!

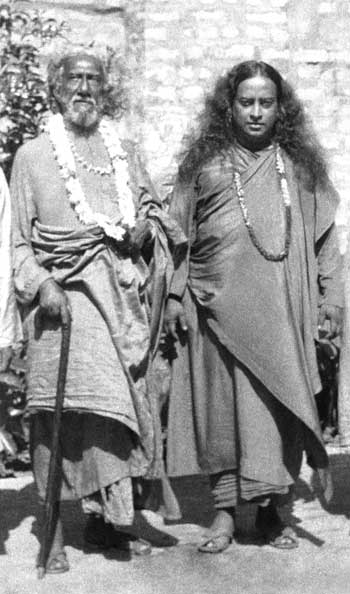
Шри Юктешвар и Йогананда

Затем Йогананда провёл почти все десять лет под строгим руководством своего гуру. Отрывки из главы 12, «Годы в доме учителя»:
Дисциплина была для меня не нова: дома отец был строг, Ананта часто суров. Но воспитание Шри Юктешвара можно охарактеризовать не иначе как жесткое. Сторонник совершенства, учитель был весьма строг к чела, как в важных вопросах, так и в тонких нюансах повседневного поведения.
Если тебе не нравятся мои слова, ты волен уйти в любое время, — заявлял учитель. — Мне ничего не надо от тебя, кроме улучшения. Оставайся лишь в том случае, если чувствуешь, что это приносит пользу.
Я строг к тем, кто приходит учиться, — говорил он мне. — Это мой метод. Принимай его или нет. Я никогда не иду на компромисс. Но ты будешь гораздо мягче к своим ученикам; это твой метод. Я стараюсь очистить учеников только огнём суровости, опаляющим зачастую сверх обычной терпимости. Мягкий подход любви также преобразует. Жёсткие и мягкие методы равно эффективны, если используются мудро. Ты отправишься в другие страны, где резкие нападки на эго не воспринимаются. Учитель не сможет нести весть Индии на Запад, не запасшись достаточным терпением и снисходительностью.» Не могу и счесть, как часто в Америке я вспоминал его слова!
 Гуру очень неохотно говорил о сверхфизических сферах. Его единственной «чудесной» аурой была аура совершенной простоты. В разговоре он избегал упоминаний о чем-либо поразительном; в поступках же он свободно выражал себя. Другие учителя много толковали о чудесах, но не могли ничего проявить. Шри Юктешвар редко упоминал о тонких законах, господствующих в мире, но тайно оперировал ими по собственной воле.

### Учение крия-йоги
Крия-йога — это особая медитативная техника, о которой идёт речь на протяжении всей автобиографии Йогананды. В главе 26 Йогананда пишет: «Крия — древнее учение. Лахири Махасая получил его от своего великого гуру Бабаджи, вновь открывшего и очистившего эту технику после того, как её утратили в тёмные века. Бабаджи назвал её заново просто крия-йога.» В главе 4 приводится цитата Лахири Махасая, касающаяся Крии: «Эта техника не может быть спрятана в переплёт книги, отложена и забыта, подобно теоретическим идеям. Неустанно следуйте своим путём к освобождению через крия, чья сила кроется в практике.»
В главе 26 Йогананда продолжает свою мысль:
Крия-йога — это простой психофизиологический метод, благодаря которому кровь человека освобождается от углекислоты и обогащается кислородом. Атомы этого избыточного количества кислорода преобразуются в жизненный ток, что омолаживает мозг и спинальные центры. Тормозя процесс образования венозной крови, йог в состоянии затормозить или предотвратить разложение тканей. Развитый йог преобразует свои клетки в чистую энергию. Илия, Иисус, Кабир и другие пророки в прошлом были мастерами в применении крии или какого-то сходного метода, благодаря которому они по своей воле заставляли своё тело материализоваться и дематериализоваться.
Крия-йога, которую я даю миру через тебя в этом, девятнадцатом, веке, — сказал Бабаджи Лахири Махасая, — это возрождение того же учения, что тысячелетия назад дал Кришна Арджуне, оно же позже было известно Патанджали и Христу с Его учениками.
Крия-йога дважды упоминается величайшим пророком Индии Господом Кришной в Бхавагадгите: «Можно жертвовать в пране апану иль, напротив, в апане — прану: так, дыханий пути преграждая, пранаяму аскеты свершают.» Комментарий этой строфы таков: «Йог задерживает разложение своего тела пополнением праны (жизненной силы), а отрицательные изменения в теле сдерживаются апаной (выделение), то есть нейтрализуя разложение и развитие благодаря успокоению сердца, йог научается контролировать жизненные процессы.

### Бог, чудеса, религия и наука
Около двадцати глав автобиографии Йогананды в явной форме содержат описания тех или иных чудес.
Глава 30, носящая название «Закон чудес», представляет собой попытку научного объяснения чудесных сил святых и вечной связи между Богом, человеческой жизнью, религией и наукой.
По поводу зачарованности чудесами и теми, кто заявляет об обладании чудотворными силами, Йогананда в конце 35-й главы цитирует слова Лахири Махасаи:
Относительно же чудес Лахири Махасая часто говорил: «Действие тонких, неизвестных людям законов вообще не следует публично обсуждать или публиковать без должного объяснения». Если на этих страницах я как будто пренебрёг этими предостережениями, то это потому, что он дал мне в этом отношении внутреннюю уверенность. Однако я опускаю описания множества чудесных случаев из жизни Бабаджи, Лахири Махасая и Шри Юктешвара. К тому же я едва бы смог включить эти необыкновенные истории, не написав и целого тома труднодоступных для понимания философских пояснений.

### Создание школы и поездка в Америку

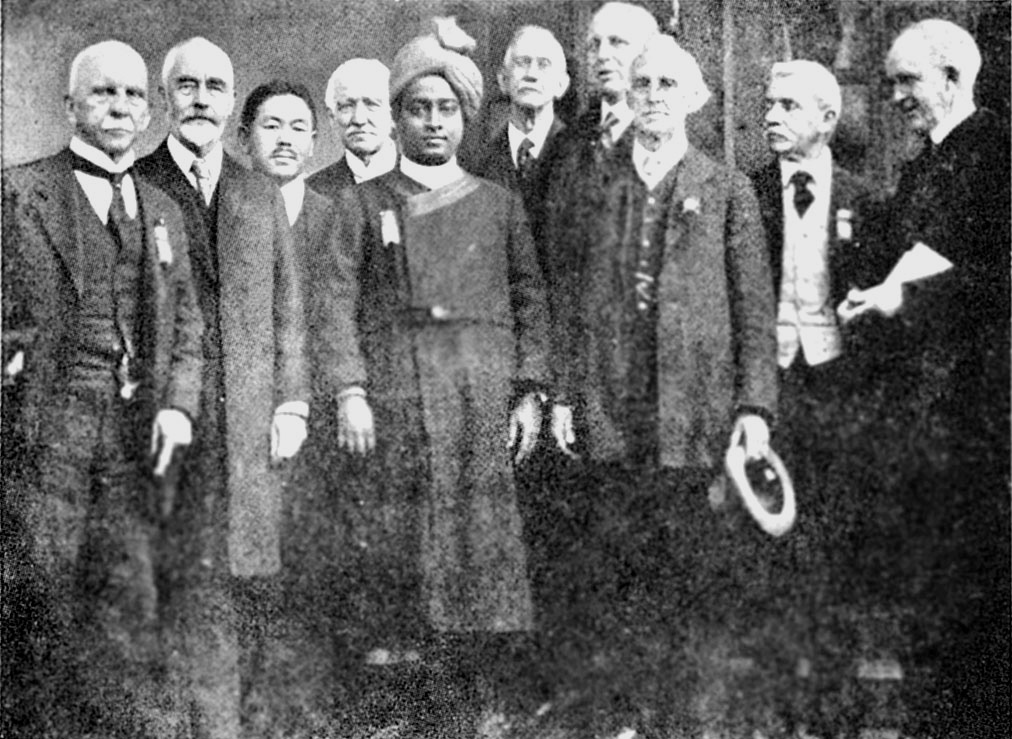
Йогананда на религиозном конгрессе по прибытии в Америку в 1920 г., из «Автобиографии йога»

В 1915 году Йогананда стал монахом ветви Гири ордена Свами. В 1917 году, последовав совету своего гуру, гласившего: «Помни, что тот, кто отказывается от обычных мирских обязанностей, может оправдать себя только взяв ответственность за ещё большую семью».
Йогананда основал школу для мальчиков в Дихике, в которой обучалось всего семь детей. Относительно образования он говорил:
Идея об идеале правильного образования для подростков всегда была очень близка моему сердцу. Я отчётливо видел бесплодность результатов обычного обучения, нацеленного только на развитие тела и интеллекта.
В главе 37 «Я еду в Америку» Йогананда приводит описание видения, из которого он понял, что «Бог зовёт его в Америку». Он быстро собрал преподавательский состав школы и передал им новость о том, что он едет в Америку. Через несколько часов он уже был в поезде, направлявшемся в Калькутту.
Когда из Индии внезапно пришло приглашение выступить в качестве делегата из Индии на религиозной конференции в Бостоне, Йогананда разыскал своего гуру, чтобы спросить, стоил ли ему туда ехать. Ответ гуру был прост: «Все двери открыты для тебя. Сейчас или никогда.» Йогананда получил деньги на поездку у своего отца, который сказал ему: «Я даю тебе эти деньги не как отец, а как преданный ученик Лахири Махасая. Езжай в те далёкие западные земли, распространяй там лишённое догматов драгоценное учение крия йоги.»
Йогананде было 27 лет, когда он уехал из Индии в США в город Спарта, расположенный рядом с Бостоном 6 октября 1920. После окончания Первой мировой войны это было первое пассажирское судно, направлявшееся в Америку. Парамахансаджи остался жить в США, лишь однажды ненадолго вернувшись в Индию в ходе своего годового путешествия по Европе и Святой земле в 1935—1936 годах.

## Издания
Издательством «Общество самореализации» «Автобиография йога» была переведена на 28 языков. На текущий момент она доступна на двадцати двух языках:
- На английском языке, в жёстком переплёте (ISBN 978-0-87612-082-8)
- На английском языке, в мягкой обложке, с бонусным компакт-диском (ISBN 978-0-87612-083-5)
- На английском языке, в мягкой обложке, маленькая (ISBN 978-0-87612-079-8)
- На английском языке, аудиокнига — комплект из 15 компакт-дисков (ISBN 978-0-87612-095-8)
- На арабском языке, в мягкой обложке
- На бенгальском языке, в мягкой обложке (ISBN 978-0-87612-071-2)
- На голландском языке, в мягкой обложке
- На греческом языке, в мягкой обложке (ISBN 978-0-87612-129-0)
- На гуджарати, в мягкой обложке (ISBN 978-0-87612-072-9)
- На датском языке, в мягкой обложке
- На исландском языке, в мягкой обложке
- На испанском языке, в жёстком переплёте (ISBN 978-0-87612-097-2)
- На испанском языке, в мягкой обложке (ISBN 978-0-87612-098-9)
- На итальянском языке, в мягкой обложке (ISBN 978-88-340-0295-7)
- На каннада, в мягкой обложке (ISBN 978-81-902562-4-7)
- На малаялам, в мягкой обложке (ISBN 978-81-902562-9-2)
- На маратхи, в мягкой обложке (ISBN 978-0-87612-078-1)
- На немецком языке, в жёстком переплёте (ISBN 978-0-87612-090-3)
- На немецком языке, в мягкой обложке (ISBN 978-0-87612-087-3)
- На немецком языке, аудиокнига — комплект из 18 компакт-дисков (ISBN 978-0-87612-570-0)
- На непали, в мягкой обложке (ISBN 978-81-89535-21-6)
- На ория, в мягкой обложке (ISBN 978-81-902562-6-1)
- На польском языке, в мягкой обложке (ISBN 978-83-7229-115-8)
- На португальском языке, в мягкой обложке (ISBN 978-0-87612-016-3)
- На русском языке, в мягкой обложке (ISBN 978-0-87612-099-6)
- На тайском языке, в мягкой обложке (978-0-87612-128-3)
- На тамильском языке, в мягкой обложке (ISBN 978-81-902562-7-8)
- На телугу, в мягкой обложке
- На урду, в мягкой обложке
- На финском языке, в мягкой обложке (ISBN 978-952-5534-32-0)
- На французском языке, в мягкой обложке
- На хинди, в мягкой обложке (ISBN 978-81-902562-1-6)
- На хорватском языке, в мягкой обложке (ISBN 978-0-87612-134-4)
- На шведском языке, в мягкой обложке (ISBN 978-0-87612-037-8)
- На японском языке, в жёстком переплёте (ISBN 978-4-627-99931-2)

- Аудиокнига без сокращений (15 компакт-дисков) — полная версия, выпущенная «Обществом самореализации», текст прочитан Сэром Беном Кингсли (2004 г.). Доступна на английском и немецком языках (ISBN 0-87612-095-8)

## Поправки, внесённые в «Автобиографию йога» за прошедшие годы
После написания «Автобиографии йога» было опубликовано большое количество переизданий этой книги. Существует семь изданий, переработанных «Обществом самореализации» с учётом определённых поправок, о внесении которых Йогананда перед смертью попросил редакторов «Общества самореализации». Первые три издания «Автобиографию йога» были опубликованы в 1946, 1949 и 1951 годах при жизни Йогананды. 4 — 7-е издания были опубликованы в 1952, 1953, 1954 и 1956 годах. Внесение изменений и дополнений, а также удаление некоторых ненужных фрагментов было осуществлено по просьбе Йогананды.
Издания 1946 — 1952 годов были опубликованы без защиты авторского права «Философской библиотекой». В седьмом издании в примечании издателя указано, что, по техническим причинам, поправки, внесённые Йоганандой в 1951 году, не появятся в четвёртом издании 1952 года.

### Взгляд «Общества самореализации»
Согласно «Авторским правкам и пожеланиям относительно последующих изданий „Автобиографии йога“», доступным для прочтения на веб-сайте «Общества самореализации», посвящённом 60-летию книги:
«При жизни Парамахансаджи были опубликованы три издания его автобиографии. В третье издание, вышедшее в 1951 году, он внёс значительные изменения: тщательно пересмотрел содержание текста, удалил несколько фрагментов, подкрепил некоторые пункты и добавил новую, заключительную главу — „Годы 1940—1951“ (одна из самых длинных глав в книге). Часть дальнейших изменений, внесённых им после третьего издания, невозможно было добавить в книгу до момента выхода седьмого издания в 1956 г. Изменения, вносившиеся с 1956 году, состояли из того, что любой издатель обычно делает в ходе редакторских правок в последующих изданиях книги, которая остаётся в печати на протяжении нескольких десятилетий.»
Кроме того, к седьмому изданию было приложено следующее примечание издателя:
«В этом американском издании 1956 года содержатся поправки, внесённые Парамахансой Йоганандой в 1949 году для лондонского (английского) издания, а также дополнительные поправки автора за 1951 год. В „Примечании к лондонскому изданию“, датированному 25 октября 1949 года, Парамаханса Йогананда написал»:
Подготовка лондонского издания предоставила мне возможность пересмотреть и немного расширить содержание книги. Помимо нового материала в последней главе, я добавил несколько примечаний, в которых я ответил на вопросы, присланные мне читателями американского издания.
Ещё один отрывок из того же примечания издателя:
«Более поздние поправки, внесённые автором в 1951 г., должны были появиться в четвёртом американском издании (1952 г.). На тот момент права на „Автобиографию йога“ были переданы „Нью-йоркскому издательскому дому“. В 1946 г. в Нью-Йорке все страницы книги были переведены в гальваностереотипы. Вследствие этого, для того, чтобы вставить даже одну запятую, каждую страницу было необходимо разрезать и перепаять, лишь затем добавив новую строку, содержащую нужную запятую. По причине затрат на перепайку большого количества гальваностереотипов, члены „Нью-йоркского издательского дома“ решили не включать в четвёртое издание авторские правки за 1951 г.»
«В конце 1953 г. „Общество самореализации“ выкупило у „Нью-Йоркского издательского дома“ все права на „Автобиографию йога“. „Общество самореализации“ перепечатало книгу в 1954 и 1955 гг. (пятое и шестое издания); но в течение тех двух лет, по причине загруженности другими делами, у „Общества самореализации“ не было возможности взяться за трудную задачу по включению авторских правок в гальваностереотипы. Однако, к моменту выхода седьмого издания работа была завершена.»

### Спор по поводу правок, внесённых «Обществом самореализации»
Поздние издания, начиная с 1956 г., четыре года спустя после смерти Йогананды, для части читателей являются предметом спора. Спор вызван двумя основными проблемами: 1) правомерность изменения написания имени Йогананды; 2) сохранность авторского текста Йогананды, принимая во внимание многочисленные правки, внесённые с 1952 по 1958 гг. «Общество самореализации» утверждает, что это правки, внесённые самим Йоганандой. Однако, некоторые люди сомневаются в том, что Йогананда действительно доверял редакторам «Общества самореализации».
Среди изменений, внесённых Йоганандой, можно отметить
1. редактирование стихотворения «Самадхи»;
2. удаление двух стихотворений («Бог, Бог, Бог» и «Беззвучный гул»);
3. добавление многочисленных примечаний;
4. редактирование большого количества фрагментов текста.
5. Йогананда написал примечание, касающееся его правок для издания 1951 г.

Относительно изменения написания имени Йогананды, следует отметить, что в индийской традиции широко используются оба варианта: как «Парамханса», так и «Парамаханса». Это обычная проблема, возникающая при транслитерации санскритских слов в более редуцированный латинский алфавит. В данном случае противники добавления лишней буквы «а» утверждают, что этот звук не слышен при произнесении слова «Парамаханса», следовательно правильным вариантом написания является «Парамханса». Сторонники лишней «а» указывают на то, что «а» озвучивается при произнесении слова «Парамаханса», и что добавленная «а» меняет значение слова. В ранних изданиях «Автобиографии йога» автору было дано имя «Парамханса», что отображает характерный для Бенгали пропуск немой или околонемой «а» при написании. Для того, чтобы гарантировать передачу значения этого ведического титула, в поздних изданиях была использована стандартная санскритская транслитерация: имя «Парамаханса» образовано путём сложения двух слов: «парама» — «верховный или высший» и ханса — «лебедь», то есть тот, кто достиг наивысшего уровня реализации своего Божественного «Я» и единства этого «Я» с духом.
Кроме того, существует большое количество схем латинизации, вследствие чего оба варианта написания считаются приемлемыми, равно как и ещё одна версия — «Парамахамса», в которой буква «н» заменена буквой «м».